# HD 75289
HD 75289 è una stella nana bianco-gialla nella sequenza principale di magnitudine 6,36 situata nella costellazione delle Vele. Dista 95 anni luce dal sistema solare.

## Osservazione
Si tratta di una stella situata nell'emisfero celeste australe. La sua posizione moderatamente australe fa sì che questa stella sia osservabile specialmente dall'emisfero sud, in cui si mostra alta nel cielo nella fascia temperata; dall'emisfero boreale la sua osservazione risulta invece più penalizzata, specialmente al di fuori della sua fascia tropicale. Essendo di magnitudine pari a 6,4, non è osservabile ad occhio nudo; per poterla scorgere è sufficiente comunque anche un binocolo di piccole dimensioni, a patto di avere a disposizione un cielo buio.
Il periodo migliore per la sua osservazione nel cielo serale ricade nei mesi compresi fra dicembre e maggio; nell'emisfero sud è visibile anche all'inizio dell'inverno, grazie alla declinazione australe della stella, mentre nell'emisfero nord può essere osservata limitatamente durante i mesi della tarda estate boreale.

## Caratteristiche fisiche
La stella è una nana bianco-gialla nella sequenza principale; possiede una magnitudine assoluta di 4,05 e la sua velocità radiale positiva indica che la stella si sta allontanando dal sistema solare.

## Il sistema planetario
Attorno alla stella orbita un pianeta extrasolare, denominato HD 75289 b, un gioviano caldo con una massa poco meno della metà di quella di Giove.
Prospetto del sistema
| Pianeta | Tipo           | Massa    | Periodo orb. | Sem. maggiore | Eccentricità |
| ------- | -------------- | -------- | ------------ | ------------- | ------------ |
| b       | Gioviano caldo | 0,456 MJ | 3,51 giorni  | 0,0479 au     | 0,062        |